# مانوئل گوتیه‌رس آراگن
مانوئل گوتیه‌رِس آراگن (اسپانیایی: Manuel Gutiérrez Aragón‎؛ زادهٔ ۲ ژانویهٔ ۱۹۴۰) یک کارگردان و فیلم‌نامه‌نویس اهل اسپانیا است.
او تاکنون برندهٔ جوایز متعددی شده است که از آن میان، می‌توان به خرس نقره‌ای برای بهترین کارگردان در «بیست و هفتمین دوره جشنواره بین‌المللی فیلم برلین» و جایزهٔ فدراسیون بین‌المللی منتقدان فیلم در «سیزدهمین دورهٔ جشنواره بین‌المللی فیلم مسکو» اشاره کرد.